# 안녕 아빠
《안녕 아빠》는 2005년에 개봉한 대한민국의 영화다.